# Hervé Gaymard

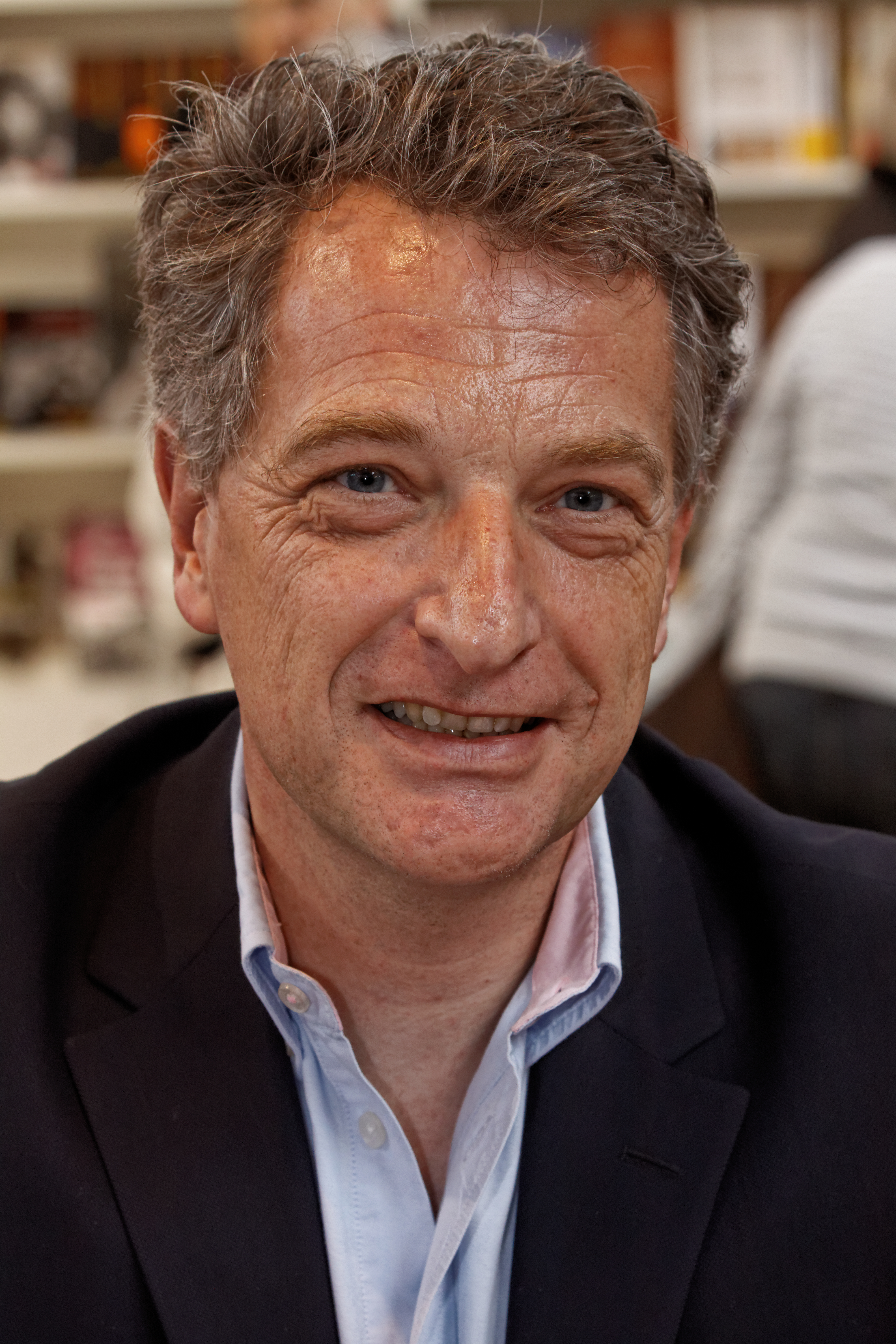
Hervé Gaymard

Hervé Gaymard (* 31. Mai 1960 in Bourg-Saint-Maurice, Département Savoie) ist ein französischer Politiker der Gaullisten (RPR, UMP, Les Républicains). Er war zwischen 1993 und 2017 mehrmals Abgeordneter in der Nationalversammlung, von 2002 bis 2004 Landwirtschaftsminister und anschließend bis 2005 Minister für Wirtschaft und Finanzen. Seit 2008 ist er Präsident des Départementrats von Savoie.

## Studium
Gaymard war Sohn eines Kleinwarenhändlers. Er absolvierte ein Jura-Studium an der Université Paris 1 Panthéon-Sorbonne, ein Studium am Institut d’études politiques de Paris und von 1984 bis 1986 an der Elite-Verwaltungshochschule ENA (Abschlussjahrgang „Denis Diderot“).

## Berufliche Laufbahn
Von 1986 bis 1990 war Gaymard Studienleiter und Dozent für Öffentliche Finanzen und Finanzwirtschaft am Institut d’études politiques de Paris, im selben Zeitraum war er Zivilverwalter im Haushaltsministerium, damit verantwortlich zunächst für den Verteidigungshaushalt, dann für Post und Telekommunikation. Anschließend war er bis 1992 Finanzattaché für den Nahen und Mittleren Osten in der Französischen Botschaft von Kairo, bevor er von 1992 bis 1993 Büroleiter für Rentenfinanzierung im Haushaltsministerium wurde. Von 1998 bis 2002/3 war Gaymard Vorsitzender der Gesellschaft für Studien über Schneefall und Lawinen ANENA. Von 2010 bis 2013 war Gaymard Präsident des Verwaltungsrats des Office national des forêts, der öffentlich-rechtlichen Körperschaft, welche die staatseigenen Forsten Frankreichs bewirtschaftet. Seit 2018 ist er Präsident der Fondation Charles-de-Gaulle.

## Parlamentarische Laufbahn
Gaymard war bei der Parlamentswahl 1993 Ersatzkandidat für Michel Barnier. Als dieser zum Umweltminister ernannt wurde und sein Parlamentsmandat daher aufgeben musste, nahm Gaymard im Mai 1993 dessen Platz als Abgeordneter des 2. Wahlkreises des Département Savoie in der Nationalversammlung ein. Als er 1995 als Staatssekretär in die Regierung berufen wurde, musste er selbst auf seinen Sitz verzichten. Er wurde 1997 und 2002 erneut zum Abgeordneten gewählt.
Von 1993 bis 2002 war er Mitglied der Kommission für Finanzen, Wirtschaft und Planung, 1993–1994 wurde er zum Parlamentsbeauftragten durch den Premierminister Édouard Balladur ernannt. Währenddessen erstellte er seinen Bericht über das Recht auf mehrere Aktivitäten. Von 1994 bis 1995 war er Mitglied einer Sonderkommission über zwei Gesetzesentwürfe zur Bioethik, 1998 war er Mitglied einer Sonderkommission über einen Gesetzesentwurf um die Verhinderung Sozialer Ausgrenzung. Von 1999 bis 2000 hatte er eine Mitgliedschaft einer Untersuchungskommission über die Transparenz und Hygienemaßnahmen des Gastgewerbes in Frankreich inne, von 2000 bis 2002 war Gaymard Mitglied der Sonderkommission über den Gesetzesvorschlag einer Rahmenrichtlinie in Bezug auf die Finanzgesetzgebung.
Nach seinen Amtszeiten als Minister war er von 2007 bis 2017 erneut Abgeordneter seines Wahlkreises in der Nationalversammlung. Als sich die UMP-Fraktion nach der umstrittenen Wahl des Parteivorsitzenden Ende 2012 spaltete, gehörte Gaymard zu den Unterstützern François Fillons, die für zwei Monate eine separate Fraktion namens Rassemblement-UMP bildeten.
Gaymard war zudem Stellvertretender Vorsitzender der Studiengruppe zur Sozialen Absicherung sowie Vorsitzender der Freundschaftsgesellschaft Frankreich-Somalia und der Studiengruppe Frankreich-Eritrea.

## Ministerielle Laufbahn
Während der Regierung von Alain Juppé wurde Gaymard im Mai 1995 Staatssekretär im Finanzministerium. Mit Bildung des Kabinetts Juppé II wechselte er im November desselben Jahres als Staatssekretär für Gesundheit und Sozialversicherung ins Ministerium für Arbeit und Soziales unter Jacques Barrot (das separate Gesundheitsministerium wurde in dieser Zeit aufgelöst) und blieb dort bis zum Regierungswechsel 1997. 
Während der Regierungszeit von Jean-Pierre Raffarin wurde er im Mai 2002 zum Minister für Landwirtschaft, Ernährung, Fischerei und ländliche Fragen berufen. Als der bisherige Wirtschafts- und Finanzminister Nicolas Sarkozy im November 2004 nach seiner Wahl zum Parteivorsitzenden der UMP aus der Regierung zurücktrat, wurde Gaymard zu seinem Nachfolger als Minister für Wirtschaft, Finanzen und Industrie ernannt. Infolge einer Affäre um seine Dienstwohnung (600 m², 14.000 Euro Monatsmiete) trat Hervé Gaymard im Februar 2005 von seinem Amt zurück und erstattete einen Teil der Kosten. Daneben besitzt er eine eigene kleinere Wohnung in Paris sowie mehrere weitere Immobilien.

## Regionale und lokale Mandate
Als Vertreter des Kantons Moûtiers wurde Gaymard 1994 in den Generalrat des Départements Savoie gewählt. Als Nachfolger Michel Barniers wurde er 1999 Vorsitzender des Regionalrates der Savoie; er gab das Amt auf, als er 2002 in die Regierung berufen wurde. Im Jahr 2008 wurde Gaymard erneut zum Präsidenten des Generalrats (seit 2015 Départementrat) gewählt, in dieser Position wurde er bei den Wahlen 2015 und 2021 bestätigt. Nachdem die Kantone des Départements Savoie 2015 neu zugeschnitten wurden, übernahm er die Vertretung von Albertville-1.
Von 2004 bis 2007 gehörte Gaymard dem Regionalrat von Rhône-Alpes an.

## Privates
Er ist mit der Managerin Clara Lejeune verheiratet, die von 2006 bis 2016 Präsidentin der französischen Niederlassung von General Electric war. Das Paar hat neun Kinder. Der Kinderarzt und Genetiker Jérôme Lejeune war sein Schwiegervater. Gaymard gilt als Liebhaber von Literatur und Comics.

## Publikationen
Essays
- Pour Malraux – Table Ronde, 1996 – Für Malraux – Runder Tisch
- La Route der Chapieux: La Politique et la Vie, 2004 – Die Straße der Chapieux: Politik und Leben

Weitere Werke
- Pour le Droit à la Pluriactivité, 1994 – Für das Recht auf mehrere Aktivitäten, Bericht an den Premierminister Édouard Balladur
- Feuille de Route pour l’Opposition; Relance de la Décentralisation, Réforme de l’État, la Révolution Nécessaire – Darstellungen zu den politischen Plänen der Opposition; Wiederbelebung der Dezentralisierung, Staatsreform, die Notwendige Revolution
- Une Politique de la France dans l’Océan Indien – Die Französische Politik im Indischen Ozean
- Pax Economica: L’économie de la Paix au Moyen Orient – Pax Economica: Friedenswirtschaft im Mittleren Osten

- Contre la Politique Frénétique – Gegen die rasende Entwicklung in der Politik
- Sous la Gauche… - Unter einer Linken Regierung…
- Engagement Politique et Nation – Politisches Engagement und die Nation, Vorlesung im Jahre 2001 vor der Akademie des moralischen und politischen Wissenschaften